# (99974) 1981 EJ6
(99974) 1981 EJ6 es un asteroide perteneciente al cinturón de asteroides descubierto por Schelte John Bus el 7 de marzo de 1981 desde el Observatorio de Siding Spring. 

## Desginación y nombre
Designado provisionalmente como 1981 EJ6.

## Características orbitales
1981 EJ6 está situado a una distancia media de 3,057 ua, pudiendo alejarse un máximo de 3,649 ua y acercarse un máximo de 2,465 ua. Tiene una excentricidad de 0,193. 

## Características físicas
Este asteroide tiene una magnitud absoluta de 14,4.